# Zeta Doradus
Zeta Doradus (ζ Doradus / ζ Dor) è una stella appartenente alla costellazione del Dorado. Si tratta di un sistema binario, ove la componente più brillante è una stella bianco gialla di sequenza principale di classe spettrale F9V. Dista 38 anni luce dal Sistema solare e la sua magnitudine apparente è +4,72.

## Osservazione
La sua posizione è fortemente australe e ciò comporta che la stella sia osservabile prevalentemente dall'emisfero sud, dove si presenta circumpolare anche da gran parte delle regioni temperate; dall'emisfero nord la sua visibilità è invece limitata alle regioni temperate meridionali e alla fascia tropicale. La sua magnitudine pari a +4,72, fa sì che possa essere scorta solo con un cielo sufficientemente libero dagli effetti dell'inquinamento luminoso.
Il periodo migliore per la sua osservazione nel cielo serale ricade nei mesi compresi fra fine ottobre e aprile; nell'emisfero sud è visibile anche per un periodo maggiore, grazie alla declinazione australe della stella, mentre nell'emisfero nord può essere osservata in particolare durante i mesi dell'inverno boreale.

## Caratteristiche fisiche
Zeta Doradus è una stella binaria larga; la principale ha infatti una compagna a 0,06 anni luce di distanza, equivalenti a 12.400 UA.
La principale è una stella molto simile al Sole, poco più massiccia (1,1 masse solari), avente circa lo stesso raggio e una temperatura più alta della nostra stella (6125 K); la sua metallicità è stimata essere del 60% superiore alle abbondanze di elementi pesanti presenti nel Sole, mentre la luminosità bolometrica è 30% superiore. La secondaria, più debole, è una nana arancione di classe K7V con una massa 0,53 volte quella del Sole.
Zeta Doradus ha un'età compresa tra 1,4 e 3,5 miliardi di anni; un eccesso nella radiazione infrarossa emessa nella lunghezza d'onda dei 70 micron indica la presenza di un disco di polveri attorno alla stella, che per questa ragione è inserita negli obiettivi prioritari del Terrestrial Planet Finder (TPF) per la ricerca di pianeti terrestri in grado di ospitare la vita.